# محمية كثبان الوثبة الأحفورية
محمية كثبان الوثبة الأحفورية هي محمية طبيعية جيولوجية، تضم تشكيلات رملية كونتها الرياح وتصلبت بفعل ترسب كربونات الكالسيوم فيها لتشكل منحوتات صخرية الشكل ذات مظاهر متنوعة ولافتة. تقع هذه الكثبان في منطقة الوثبة قريبًا من محمية الوثبة للأراضي الرطبة، وتبعد نحو 45 كيلومترًا عن مدينة أبوظبي، في إمارة أبو ظبي في الإمارات العربية المتحدة.
المحمية هي الأولى من نوعها في الدولة. وتعد مقصدًا سياحيًا عائلية، ويمكن الدخول إليها بشكل مجاني على مدار السنة. بدأ الموقع استقبال الزوار في 5 فبراير 2022. يمكن مشاهدة الكثبان الرملية من خلال السير في ممرات مضاءة تمتد على طول 3 كيلومترًا في اتجاهين. تُقدم في المحمية أيضًا عروض ترفيهية متنوعة.
ترعى الموقع وتشرف عليه هيئة البيئة في أبوظبي.

## الموقع والمساحة
تقع محمية كثبان الوثبة الأحفورية في إمارة أبو ظبي، على بعد 45 كيلومترًا إلى الشرق من مدينة أبو ظبي، وتمتد على مساحة 7 كيلومترًا مربعًا. تضم قرابة 1,700 كثيبًا أحفوريًا، ما يجعلها موقع الكثبان الرملية الأحفورية الأكثر كثافة في الإمارات العربية المتحدة.

## الجيولوجيا

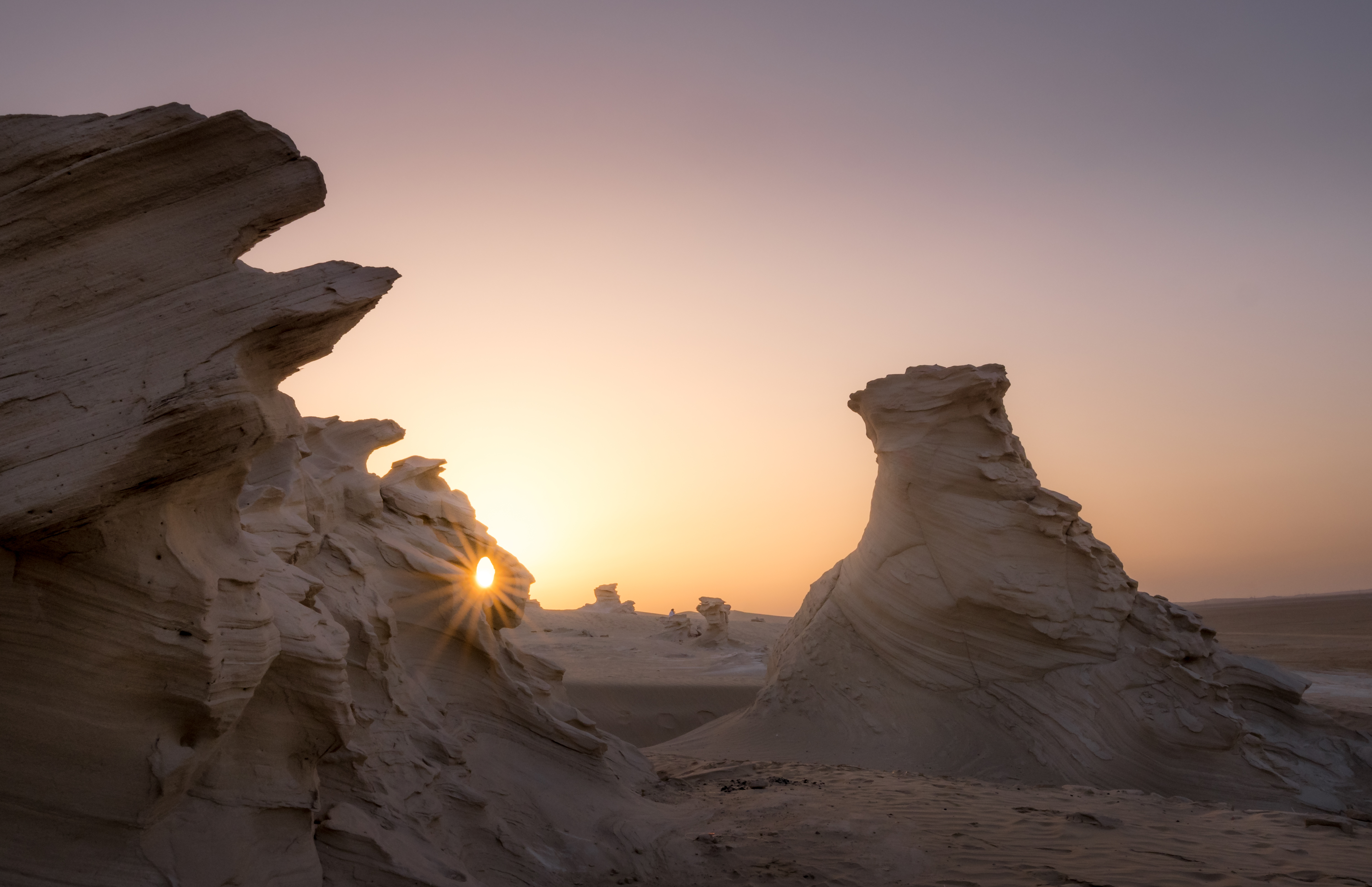
تكوينات كثبان الوثبة الأحفورية

يُقدر عمر التشكلات الأحفورية بأكثر من 4 مليون سنة. تكونت الكثبان بفعل الرياح، متخذة مناظر متنوعة للغاية، وتثبتت على تلك الأشكال بسبب ترسبات كربونات الكالسيوم فيها، ما أدى إلى تصلبها وإعطائها مظهرًا صخريًا.

## السياحة
افتتحت محمية كثبان الوثبة الأحفورية أمام الزوار في 5 فبراير 2022، ودشنها الشيخ حمدان بن زايد آل نهيان لتصبح وجهة سياحية طبيعية عائلية مجانية الدخول، بهدف «تشجيع السياحة البيئية وإتاحة الفرصة للزوار للتعرف على التراث الطبيعي في الإمارة». تضم المحمية مسارات تعليمية بالإضافة إلى مدرج يتسع لنحو مئتي متفرج ومركزًا للزوار. تفتح المحمية أبوابها على مدار الأسبوع من الساعة الثامنة صباحًا حتى العاشرة مساءً بالتوقيت المحلي، وتُفتتح لفترة أطول في الأعياد الرسمية والعطلات. يمكن للزوار مشاهدة الكثبان الأحفورية من خلال السير في ممرات مضاءة تمتد على طول 3 كيلومترًا في اتجاهين. وبالإضافة إلى ذلك، يمكن التقاط الصور ومشاهدة العروض الترفيهية الضوئية والموسيقية المقدمة ضمن المحمية. تتوزع عربات الأطعمة والمشروبات في أماكن مخصصة ضمن المحمية. يطلب المرشدون السياحيون من الزوار احترام بعض القواعد الأساسية عند الدخول، ومنها:
- تجنب لمس الكثبان الأحفورية أو محاولة تسلقها لسهولة تخريبها
- منع الكتابة على الكثبان أو تشويهها بالحفر أو الرسم
- المحافظة على نظافة الموقع
- تجنب أي ممارسة يمكن أن تسيء إلى سلامة الكثبان
- يمكن التخييم في المنطقة المحيطة بالكثبان.